# Алгебраическая связность

Пример графа с 6 вершинами, имеющего диаметр 3, связность 1 и алгебраическую связность 0,722

Алгебраическая связность графа G — это второе из минимальных собственных значений матрицы Кирхгофа графа G. Это значение больше нуля в том и только в том случае, когда граф G является связным. Это следствие того факта, что сколько раз значение 0 появляется в качестве собственного значения матрицы Кирхгофа, из стольких компонент связности состоит граф. Величина этого значения отражает насколько хорошо связен весь граф и используется для анализа устойчивости и синхронизации сетей.

## Свойства

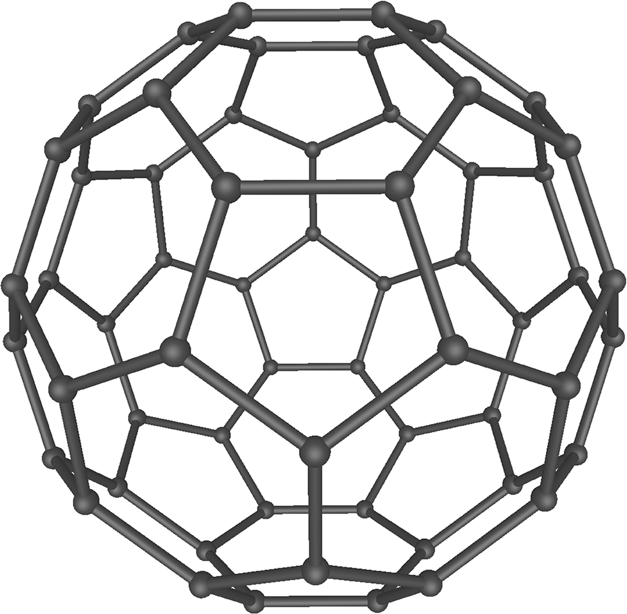
Усечённый икосаэдр или граф фуллерита имеет обычную связность 3 и алгебраическую связность 0,243

Алгебраическая связность графа G больше 0 в том и только в том случае, если G является связным. Более того, значение алгебраической связности ограничено сверху обычной (вершинной) связностью графа. Если число вершин связного графа равно n, а диаметр равен D, алгебраическая связность, как известно, ограничена снизу числом {\displaystyle {\frac {1}{nD}}}, и фактически, как показал Брендан МакКей, значением {\displaystyle {\frac {4}{nD}}}. Для примера, приведённого выше, 4/18 = 0,222 ≤ 0,722 ≤ 1, но для многих больших графов алгебраическая связность много ближе к нижней границе, чем к верхней.
В отличие от обычной связности алгебраическая связность зависит как от числа вершин, так и от способа их соединения. В случайных графах алгебраическая связность уменьшается с ростом числа вершин и растёт с увеличением средней степени.
Точное определение алгебраической связности зависит от типа используемой матрицы Кирхгофа. Фэн Чанг разработала обширную теорию, в которой используется нормированные матрицы Кирхгофа, что избавляет значения от числа вершин, так что границы становятся несколько другими.
В моделях синхронизации в сетях, таких как Модель Курамото, матрица Кирхгофа возникает естественным образом, так что алгебраическая связность показывает насколько просто сеть будет синхронизироваться. Однако могут быть использованы и другие показатели, такие как среднее расстояние (характеристика длины пути), и фактически алгебраическое расстояние тесно связано со средней дистанцией (точнее обратной ей величиной).
Алгебраическая связность также связана с другими характеристиками связности, такими как изопериметрическое число, которое ограничено снизу половиной значения алгебраической связности.

## Вектор Фидлера
Первоначально теория, связанная с алгебраической связностью, разработана чешским математиком Мирославом Фидлером. В его честь собственный вектор, соответствующий алгебраической связности, носит имя вектор Фидлера. Вектор Фидлера можно использовать для разбиения графа.
Для графа из вводного раздела вектором Фидлера будет <0,415; 0,309; 0,069; −0,221; 0,221; −0,794>. Отрицательные значения соответствуют плохо связанной вершине 6 и соседней точке сочленения, вершине 4, а положительные значения соответствуют остальным вершинам. Знак элементов вектора Фидлера таким образом можно использовать для разбиения графа на две компоненты — {1, 2, 3, 5} и {4, 6}. Или можно значение 0,069 (находящееся ближе всего к нулю) поместить в свой собственный класс, разбив граф на три компоненты — {1, 2, 5}, {3} и {4, 6}.